# Sidney Lanier
Sidney Lanier (Macon, Geòrgia, 1842 – Lynn, Carolina del Nord, 1881), escriptor sudista. Estudià música i lluità amb els confederats intentant burlar el bloqueig a Maryland. Fou capturat i va emmalaltir de tuberculosi. Va escriure la novel·la Tiger lilies (1867) i nombrosos poemes en dialecte del sud, Corn (1875), The Symphony (1875), Centennial Meditation (1876), The Song of the Chattahoochee (1877), The Marshes of Glynn (1878) i Sunrise (1881). També va compondre assaigs sobre literatura anglesa.